# زبان‌های یهودی
زبان‌های یهودی زبان‌ها و گویش‌های پرشماری هستند که در میان جوامع یهودی دور از وطن به آن‌ها گفت‌وگو می‌شود. زبان ابتدایی یهودیان عبری بود که با اسارت آن‌ها در بابـِل، آرامی جای آن را گرفت. این زبان‌ها تلفیقی از زبان‌های عبری و یهودی-آرامی با زبان جمعیت غیریهودی آن منطقه هستند.

## در ایران
زبان‌های یهودی-ایرانی گویش‌های ایرانی یهودیان هستند که در ایران گفتگو می‌شوند. گویش‌های یهودی-ایرانی در مقایسه با همسایگان مسلمان خود معمولاً محافظه‌کارانه هستند. برای نمونه گویش یهودی-شیرازی به زبان حافظ نزدیک‌تر است تا لهجه فارسی شیرازی. افزون بر این گویش، یهودی-گلپایگانی، یهودی-یزدی، یهودی-کرمانی، یهودی-اصفهانی، یهودی-همدانی، یهودی-کاشانی، یهودی-بروجردی، یهودی-کردی، یهودی-نهاوندی، یهودی-خمینی و یهودی-خوانساری از زبان‌های یهودی-ایرانی هستند.
در خارج از مرزهای ایران کنونی، بخاری در میان یهودیان بخارا در آسیای میانه و جهوری در میان یهودیان کوهستان در جمهوری آذربایجان و داغستان نیز از گویش‌های فارسی و زیرمجموعه زبان‌های یهودی ایرانی هستند.